# Beriózovaia
Beriózovaia (en rus: Берёзовая) és un poble del krai de Krasnoiarsk, a Rússia, que en el cens del 2010 tenia 44 habitants. Pertany al districte de Balakhtà.